# Mydaea xanthopus
Mydaea xanthopus este o specie de muște din genul Mydaea, familia Muscidae, descrisă de Fritz Isidore van Emden în anul 1965.
Este endemică în Myanmar. Conform Catalogue of Life specia Mydaea xanthopus nu are subspecii cunoscute.